# Gunnar Dyhlén
Karl Gunnar Dyhlén född 27 juni 1888 i Söderhamn, död 26 april 1964 i Kungsholms församling i Stockholm, var en svensk officer. 
Dyhlén, som var son till lantbrukare Janne Johansson-Dyhlén och Augusta Siljefors, avlade officersexamen 1911, blev underlöjtnant vid Jämtlands fältjägarregemente 1912, genomgick militärförvaltningskurs 1918, Krigshögskolan 1921, blev kapten vid Intendenturkåren 1920 och major på övergångsstat 1939. Han var kanslichef i Föreningen Armé- Marin- och Flygfilm 1920–1944, chef för P.A. Norstedt & Söners filmavdelning 1929–1934, verkställande direktör i AB Tullbergs Film 1930–1934, i AB Kinematografiska anstalten från 1935 och chef för Försvarsstabens filmdetalj 1940–1943.
Dyhlén var i unga år en framgångsrik skidlöpare och var en av stora pionjärerna, tillsammans med Olle Rimfors och Sigge Bergman, som populariserade alpin skidsport i Sverige. Från 1924 var han ledare av åtskilliga fjäll- och skidkurser. Han konstruerade även ett flertal utrustningsartiklar för fjällbruk (såsom Dyhlén-mössan, Dyhlénhandskarna och Dyhlénanoraken för Nordiska Kompaniet, NK), författade litteratur om skidor, samt producerade flera instruktiva fjäll- och skidfilmer.